# 小行星13326
小行星13326（13326 Ferri）是一颗绕太阳运转的小行星，为主小行星带小行星。该小行星于1998年9月17日发现。

## 轨道参数
小行星13326的轨道半长轴为3.1427265 UA，离心率为0.212。